# Henri-Cardin-Jean-Baptiste d’Aguesseau
Henri-Cardin-Jean-Baptiste d’Aguesseau (* 23. August 1747 in Fresnes-sur-Marne; † 22. Januar 1826 ebenda) war ein französischer Jurist, Politiker, Diplomat und Mitglied der Académie française.

## Leben und Werk

### Der Weg in die Académie française
Henri-Cardin-Jean-Baptiste d’Aguesseau war der Enkel des Kanzlers Henri François d’Aguesseau wie auch des Staatsdieners Cardin Le Bret de Flacourt (1675–1734). Als Jurist machte er schnell Karriere, wurde 1774 Generalanwalt im Parlement und war von 1783 bis 1790 Zeremonienmeister des Ordens vom Heiligen Geist. 1775 heiratete er eine Enkelin von Nicolas René Berryer. Seit 1782 war er Mitglied der Académie royale de peinture et de sculpture. 1787 wurde er in die Académie française (Sitz Nr. 11) gewählt. Dazu lag der Akademie seine Schrift Histoire de la campagne du prince de Condé en Flandre en 1764 von 1774 vor, die heute nicht mehr nachweisbar ist. Weitere literarische oder historische Arbeiten sind von ihm nicht bekannt.

### Der Weg durch Revolution und Kaiserreich in die Restauration
1789 vertrat er bei den Generalständen den Adel des Wahlkreises (bailliage) Meaux. Im Juni 1790 zog er sich auf sein Schloss in Fresnes-sur-Marne zurück. Später versteckte er sich bei einem Bediensteten und überstand so die Französische Revolution ohne Emigration.
Nach dem Staatsstreich des 18. Brumaire VIII (1799) wurde er Präsident des Pariser Appellationsgerichts, 1802 Botschafter in Dänemark, 1805 Senator. 1804 wurde er Kommandeur der Ehrenlegion, 1808 verlieh ihm Napoleon den Grafentitel. Ludwig XVIII. ernannte ihn 1814 zum Pair von Frankreich. Er starb 1826 im Alter von 78 Jahren auf dem Familienschloss in Fresnes-sur-Marne (1828 verkauft und abgerissen) als letzter Überlebender der vorrevolutionären Académie française.